# Maneater (série de films)
Pour les articles homonymes, voir Maneater.
Maneater est le nom d’une série de 25 films d’horreur réalisés pour la télévision, spécialement pour la chaîne de science-fiction Sci Fi Channel maintenant appelée Syfy, et distribuée par Vivendi Entertainment.

## Films de la série
| #  | Titre français                    | Titre original                | Première diffusion (États-Unis) | Sortie DVD (France) | Scénariste                     | Réalisateur       | Producteur |
| -- | --------------------------------- | ----------------------------- | ------------------------------- | ------------------- | ------------------------------ | ----------------- | --- |
| 1  | Instinct primal                   | Blood Monkey                  | 27 janvier 2008                 | 17 février 2009     | George LaVoo Gary Dauberman    | Robert Young      | Charles Salmon |
| 2  | L'Antre de l'araignée             | In the Spider's Web           | 26 août 2007                    | 17 février 2009     | Gary Dauberman                 | Terry Winsor      | Charles Salmon |
| 3  | L'Instinct du chasseur            | Maneater                      | 8 septembre 2007                | 1er février 2009    | Philip Morton                  | Gary Yates        | Robert Halmi, Sr Robert Halmi, Jr. Phyllis Laing Gary Howsam Gilles Paquin Michael J. Taylor                                          |
| 4  | La Créature du sous-sol           | Something Beneath             | 21 octobre 2007                 | 17 février 2009     | Mark Mullin et Ethlie Ann Vare | David Winning     | Robert Halmi, Sr. Robert Halmi, Jr. Phyllis Laing Gary Howsam Gilles Paquin Michael Taylor                                            |
| 5  | L'Attaque du crocodile géant      | Croc                          | 4 novembre 2007                 | 17 février 2009     | Ken Solarz                     | Stewart Raffill   | Charles Salmon Robert Halmi, Sr. Robert Halmi, Jr.                                                                                    |
| 6  | L'Œil de la Bête                  | Eye of the Beast              | 8 décembre 2007                 | 17 février 2009     | Mark Mullin                    | Gary Yates        | Phyllis Laing Robert Halmi, Sr. Robert Halmi, Jr. Michael J. Taylor                                                                   |
| 7  | Les Griffes de la forêt           | Grizzly Rage                  | 7 juin 2007                     | 6 janvier 2009      | Arne Olsen                     | David DeCoteau    | Robert Halmi, Sr. Phyllis Lain |
| 8  | La Menace des fourmis tueuses     | The Hive                      | 17 février 2008                 | 17 février 2009     | T.S. Cook                      | Peter Manus       | Charles Salmon Robert Halmi Sr. Robert Halmi Jr.                                                                                      |
| 9  | Les Guêpes mutantes               | Black Swarm                   | 13 mars 2008                    | 17 février 2009     | Ethlie Ann Vare Todd Samovitz  | David Winning     | Irene Litinsky Jesse Prupas Michael Prupas Ric Nish Robert Halmi Jr. Robert Halmi Sr.                                                 |
| 10 | L'Homme aux yeux de loup          | Hybrid                        | 16 mars 2008                    | 17 février 2009     | Arne Olsen                     | Yelena Lanskaya   | Phyllis Laing Robert Halmi Sr. Robert Halmi Jr. Gary Howsam Gilles Paquin Michael J. Taylor                                           |
| 11 | Requins : L'Armée des profondeurs | Shark Swarm                   | 25 mai 2008                     | Inédit              | David Rosiak Matthew Chernov   | James A. Contner  | Kyle Clark Stephen Niver Larry Levinson Robert Halmi, Jr. Kevin Bocarde Patsy Fitzgerald Nick Lombardo Lina Wong                      |
| 12 | Vipers                            | Vipers                        | 21 septembre 2008               | Inédit              | Brian Katkin                   | Bill Corcoran     | Mary Anne Waterhouse Michael Shepard Matthew O'Connor                                                                                 |
| 13 | Yeti                              | Yeti: Curse of the Snow Demon | 8 novembre 2008                 | 8 janvier 2009      | Rafael Jordan                  | Paul Ziller       | Martin J. Barab Aaron Barnett Dana Dubovsky Eric Gozlan Michael Greenfield Daniel Grodnik Richard Iott Mark L. Lester Wendy Kay Moore |
| 14 | Le Monstre des marais             | Swamp Devil                   | 12 octobre 2008                 | 17 février 2009     | Gary Dauberman                 | David Winning     | Irene Litinsky Michael Prupas Ric Nish Robert Halmi Jr. Robert Halmi Sr.                                                              |
| 15 | La Malédiction de Beaver Mills    | Wyvern                        | 31 janvier 2009                 | 26 avril 2011       | Jason Bourque                  | Steven R. Monroe  | Oliver De Caigny Peter von Gal Kirk Shaw Keith Shaw Shannon McA'Nulty Lindsay MacAdam Paul Hertzberg Breanne Hartley Lisa Hansen      |
| 16 | Carnage en haute-mer              | Troglodyte                    | 30 juin 2008                    | 3 mai 2011          | Paul Ziller Neil Elman         | Paul Ziller       | Breanne Hartley Oliver De Caigny Peter von Gal Kirk Shaw John Prince Shannon McA'Nulty Lindsay MacAdam Paul Hertzberg Lisa Hansen     |
| 17 | Les Sables de l'enfer             | Sand Serpents                 | 11 juillet 2009                 | 6 juillet 2010      | Raul Inglis                    | Jeff Renfroe      | Ric Nish |
| 18 | La Fureur des gargouilles         | Rise of the Gargoyles         | 28 août 2009                    | 23 novembre 2010    | Andy Briggs                    | Bill Corcoran     | François Sylvestre Andreea Stanculeanu Michael Prupas Robert Halmi Sr.                                                                |
| 19 | Invasion au Far-West              | High Plains Invaders          | 30 août 2009                    | 1er juin 2011       | Richard Beattie                | Kristoffer Tabori | Irene Litinsky Michael Prupas Ric Nish Robert Halmi Jr. Robert Halmi Sr.                                                              |
| 20 | La Traversée des enfers           | Hellhound                     | 19 juillet 2009                 | 4 novembre 2010     | Paul A. Birkett Jason Bourque  | Rick Schroder     | Ric Nish Robert Halmi Jr. Robert Halmi Sr. Michael Prupas                                                                             |
| 21 | Malibu Shark Attack               | Malibu Shark Attack           | 25 juillet 2009                 | 4 mai 2010          | Keith Shaw                     | David Lister      | Dale G. Bradley Grant Bradley Richard Stewart                                                                                         |
| 22 | Carnage                           | Carny                         | 25 avril 2009                   | 19 octobre 2010     | Douglas G. Davis               | Sheldon Wilson    | Michael Prupas Sandrine Gros d'Aillon Nancy Boucher                                                                                   |
| 23 | Le Monstre des abîmes             | Behemoth                      | 15 janvier 2011                 | 2 octobre 2012      | Rachelle S. Howie              | W.D. Hogan        | John Prince |
| 24 | Ferocious Planet                  | Ferocious Planet              | 9 avril 2011                    | Inédit              | Douglas G. Davis               | Billy O'Brien     | Adrian Sturges |
| 25 | Roadkill                          | Roadkill                      | 23 avril 2011                   | Inédit              | Rick Suvalle                   | Johannes Roberts  | Adrian Sturges |